# Pavel Rosa (lední hokejista)
Pavel Rosa (7. červen 1977, Most) je bývalý český hokejový útočník a momentálně je asistent hlavního trenéra v týmu Fribourg-Gottéron.

## Ocenění a úspěchy
- 1995 MEJ - Nejlepší střelec
- 1995 MEJ - Nejproduktivnější hráč
- 1996 QMJHL - All-Rookie Team
- 1996 QMJHL - Michel Bergeron Trophy
- 1997 CHL - První All-Star Tým
- 1997 MC - All-Star Tým
- 1997 CHL - Top Scorer Award
- 1997 QMJHL - Nejlepší hráč v pobytu na ledě (+/-)
- 1997 QMJHL - All-Star Tým
- 1997 QMJHL - Nejlepší nahrávač
- 1997 QMJHL - Nejlepší střelec
- 1997 QMJHL - Jean Béliveau Trophy
- 1997 QMJHL - Ofenzivní hráč roku
- 2002 SM-l - Nejlepší hráč v pobytu na ledě (+/-) v playoff
- 2004 AHL - All-Star Game
- 2004 AHL - John B. Sollenberger Trophy
- 2004 AHL - All-Star Tým
- 2010 SM-l - All-Star Tým

## Prvenství

### ČHL
- Debut - 11. března 1995 (HC Litvínov, s.r.o. proti HC Dadák Vsetín)
- První gól - 25. října 2013 (HC Verva Litvínov proti HC ČSOB Pojišťovna Pardubice, brankáři Dušanu Salfickému)
- První asistence - 17. listopadu 2013 (HC Verva Litvínov proti HC Sparta Praha)

### NHL
- Debut - 17. září 1998 (Los Angeles Kings proti New York Islanders)
- První gól - 17. září 1998 (Los Angeles Kings proti New York Islanders, brankáři Tommy Salo)
- První asistence - 19. září 1998 (St. Louis Blues proti Los Angeles Kings)

### KHL
- Debut - 3. září 2008 (Ak Bars Kazaň proti Avangard Omsk)
- První gól - 3. září 2008 (Ak Bars Kazaň proti Avangard Omsk, brankáři Wade Dubielewicz)
- První asistence - 10. září 2008 (Avangard Omsk proti Metallurg Magnitogorsk)

## Klubová statistika
| Sezóna              | Klub                  | Soutěž              |     | Základní část | Základní část | Základní část | Základní část | Základní část |    | Play off | Play off | Play off | Play off | Play off |
| Sezóna              | Klub                  | Soutěž              | Z   | G             | A             | B             | TM            | Z             | G  | A        | B        | TM       |          |          |
| 1994–95             | HC Litvínov, s.r.o.   | ČHL-18              | 40  | 56            | 42            | 98            | —             | —             | —  | —        | —        | —        |          |          |
| 1994–95             | HC Litvínov, s.r.o.   | ČHL                 | —   | —             | —             | —             | —             | 1             | 0  | 0        | 0        | 0        |          |          |
| 1995–96             | Hull Olympiques       | QMJHL               | 61  | 46            | 70            | 116           | 39            | 18            | 14 | 22       | 36       | 25       |          |          |
| 1996–97             | Hull Olympiques       | QMJHL               | 68  | 63            | 89            | 152           | 56            | 14            | 18 | 13       | 31       | 16       |          |          |
| 1996–97             | Hull Olympiques       | MC                  | —   | —             | —             | —             | —             | 4             | 3  | 5        | 8        | 2        |          |          |
| 1997–98             | Long Beach Ice Dogs   | IHL                 | 2   | 0             | 1             | 1             | 0             | 1             | 1  | 1        | 2        | 0        |          |          |
| 1997–98             | Fredericton Canadiens | AHL                 | 1   | 0             | 0             | 0             | 0             | —             | —  | —        | —        | —        |          |          |
| 1998–99             | Los Angeles Kings     | NHL                 | 29  | 4             | 12            | 16            | 6             | —             | —  | —        | —        | —        |          |          |
| 1998–99             | Long Beach Ice Dogs   | IHL                 | 31  | 17            | 13            | 30            | 28            | 6             | 1  | 2        | 3        | 0        |          |          |
| 1999–00             | Los Angeles Kings     | NHL                 | 3   | 0             | 0             | 0             | 0             | —             | —  | —        | —        | —        |          |          |
| 1999–00             | Long Beach Ice Dogs   | IHL                 | 74  | 22            | 31            | 53            | 76            | 6             | 2  | 2        | 4        | 4        |          |          |
| 2000–01             | HPK                   | SM-l                | 54  | 25            | 26            | 51            | 53            | —             | —  | —        | —        | —        |          |          |
| 2001–02             | Jokerit Helsinky      | SM-l                | 46  | 21            | 22            | 43            | 37            | 12            | 3  | 5        | 8        | 18       |          |          |
| 2002–03             | Manchester Monarchs   | AHL                 | 61  | 28            | 35            | 63            | 20            | 3             | 3  | 1        | 4        | 4        |          |          |
| 2002–03             | Los Angeles Kings     | NHL                 | 2   | 0             | 0             | 0             | 0             | —             | —  | —        | —        | —        |          |          |
| 2003–04             | Manchester Monarchs   | AHL                 | 77  | 39            | 49            | 88            | 32            | 6             | 3  | 6        | 9        | 6        |          |          |
| 2003–04             | Los Angeles Kings     | NHL                 | 2   | 1             | 1             | 2             | 0             | —             | —  | —        | —        | —        |          |          |
| 2004–05             | HK Dynamo Moskva      | RSL                 | 54  | 21            | 23            | 44            | 14            | 8             | 3  | 2        | 5        | 2        |          |          |
| 2005–06             | HK Dynamo Moskva      | RSL                 | 35  | 8             | 11            | 19            | 8             | —             | —  | —        | —        | —        |          |          |
| 2005–06             | Timrå IK              | SEL                 | 10  | 5             | 1             | 6             | 2             | —             | —  | —        | —        | —        |          |          |
| 2006–07             | Avangard Omsk         | RSL                 | 54  | 23            | 17            | 40            | 14            | 11            | 5  | 5        | 10       | 10       |          |          |
| 2007–08             | Avangard Omsk         | RSL                 | 52  | 18            | 17            | 35            | 40            | 4             | 0  | 1        | 1        | 4        |          |          |
| 2008–09             | Avangard Omsk         | KHL                 | 35  | 8             | 8             | 16            | 30            | —             | —  | —        | —        | —        |          |          |
| 2008–09             | Rögle BK              | SEL                 | 10  | 1             | 2             | 3             | 0             | —             | —  | —        | —        | —        |          |          |
| 2009–10             | Kärpät                | SM-l                | 45  | 19            | 32            | 51            | 10            | 10            | 3  | 3        | 6        | 18       |          |          |
| 2010–11             | Kärpät                | SM-l                | 37  | 6             | 24            | 30            | 18            | 2             | 2  | 1        | 3        | 25       |          |          |
| 2010–11             | Fribourg-Gottéron     | NLA                 | 11  | 6             | 11            | 17            | 0             | —             | —  | —        | —        | —        |          |          |
| 2011–12             | Fribourg-Gottéron     | NLA                 | 35  | 16            | 23            | 39            | 6             | 8             | 3  | 3        | 6        | 6        |          |          |
| 2012–13             | Fribourg-Gottéron     | NLA                 | 13  | 0             | 9             | 9             | 4             | —             | —  | —        | —        | —        |          |          |
| 2012–13             | HC Lugano             | NLA                 | 9   | 2             | 9             | 11            | 2             | 4             | 1  | 2        | 3        | 2        |          |          |
| 2013–14             | HC Verva Litvínov     | ČHL                 | 11  | 3             | 1             | 4             | 2             | —             | —  | —        | —        | —        |          |          |
| 2013–14             | Pelicans Lahti        | Liiga               | 20  | 6             | 4             | 10            | 6             | 8             | 0  | 3        | 3        | 4        |          |          |
| 2014–15             | Orli Znojmo           | EBEL                | 16  | 11            | 10            | 21            | 5             | —             | —  | —        | —        | —        |          |          |
| Celkem v NHL        | Celkem v NHL          | Celkem v NHL        | 36  | 5             | 13            | 18            | 6             | —             | —  | —        | —        | —        |          |          |
| Celkem v SM-l/Liiga | Celkem v SM-l/Liiga   | Celkem v SM-l/Liiga | 202 | 77            | 108           | 185           | 124           | 32            | 8  | 12       | 20       | 65       |          |          |
| Celkem v RSL        | Celkem v RSL          | Celkem v RSL        | 195 | 70            | 68            | 138           | 78            | 23            | 8  | 8        | 16       | 16       |          |          |

## Reprezentace
| Rok                       | Tým                       | Soutěž                    | Z  | G | A | B  | TM |
| ------------------------- | ------------------------- | ------------------------- | -- | - | - | -- | -- |
| 1995                      | Česko 18                  | MEJ                       | 5  | 8 | 3 | 11 | 0  |
| 1996                      | Česko 20                  | MSJ                       | 6  | 0 | 0 | 0  | 2  |
| Juniorská kariéra celkově | Juniorská kariéra celkově | Juniorská kariéra celkově | 11 | 8 | 3 | 11 | 2  |